# Донадеи, Якопо

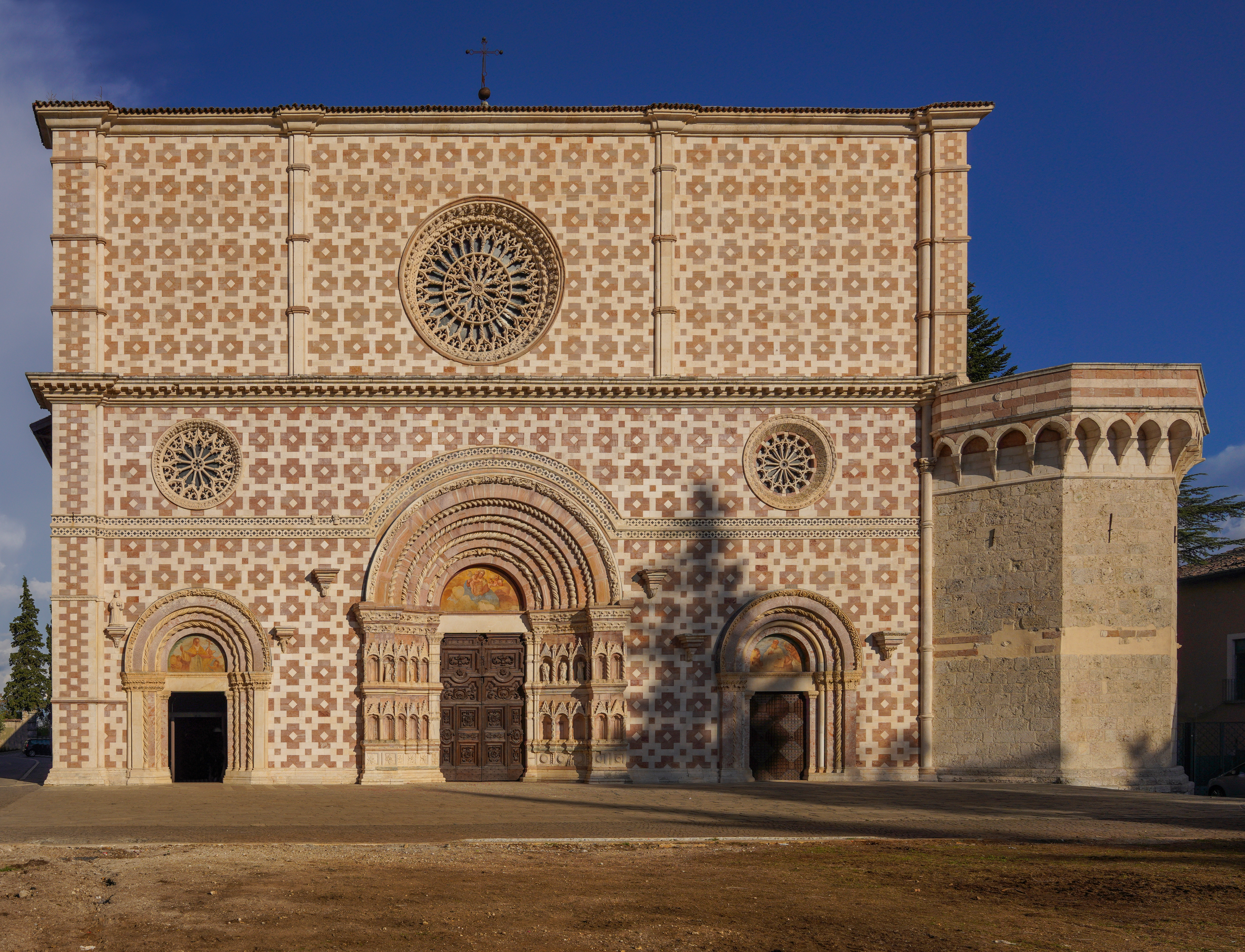
Базилика Санта-Мария-ди-Коллемаджо (Л’Акуила), 1287—1294 гг.

Якопо Донадеи, или Джакомо Донадеи ди Ройо (итал. Jacopo Donadèi, Giacomo Donadei Di Roio, лат. Jacobus de Donadeis; около 1351 — 6 января 1431) — итальянский священник, хронист и теолог, архиепископ (1391—1395), епископ (1401—1431) Л’Акуилы, автор латинского «Дневника современных ему событий в Аквиле и других местах» (лат. Diaria rerum suis temporibus Aquilae et alibi gestarum).

## Биография
Родился около 1351 года в замке Ройо близ Л’Акуилы, в возрасте 19 лет став каноником её кафедрального собора. В 1376 году при поддержке епископа Пьетро Торричелли стал архидиаконом собора Св. Эмидио в Асколи-Пичено, а также викарием и архивариусом местной епархии. В 1377 году участвовал в заседании местного капитула, где было установлено, что стать канониками и полноправными членами последнего могут лишь те клирики, которые ранее были рукоположены в субдиаконы.
28 августа 1391 года, во времена Великого западного раскола, в Л’Акуиле произошло возмущение, в ходе которого сторонниками влиятельной местной семьи Кампонески убит был назначенный при поддержке враждебной фракции Никколо Моззапьеде епископ-раскольник Берардо да Терамо. После того как Берардо ди Ройо, старший брат Якопо, отказался от епископского посоха, последний 31 августа занял кафедру сам, будучи формально утверждён в своей должности титулярным королем Неаполя Людовиком II Анжуйским и «авиньонским» антипапой Климентом VII, в противовес Лодовико Чичи Коле, назначенному папой Бонифацием IX. 20 января 1392 года при поддержке членов капитула повысил в сане настоятеля местного собора от протоиерея до архидиакона. Даровал также привилегии церкви Сан-Мартино в Окре.
Будучи дальновидным и осторожным политиком, 3 мая 1395 года самолично отправился в Рим, чтобы признать Бонифация IX верховным понтификом, отрицая тем самым свою приверженность новому «авиньонскому» антипапе Бенедикту XIII, утвердившим его в должности ещё 30 декабря 1394 года. Завоевав доверие Бонифация, в течение нескольких лет оставался при римской курии, служа папским капелланом и аудитором Апостольского дворца.
11 июля 1400 года Бонифаций IX снова назначил его епископом Л’Акуилы, но в управление своей епархией он смог вступить лишь 24 января 1401 года. Вернувшись в родной город, немало сделал для реорганизации местной церкви и восстановления порядка после внутригородских и церковных распрей. В частности, 19 июля 1402 года освятил новый храм в разрушенном замке Порчинари, дав ему статус приходской церкви. 17 февраля 1404 года одобрил все установления своих предшественников, как сторонников Ватикана, так и раскольников, которые посчитал полезными для своей епархии. Между 1403 и 1410 годами добился списания долгов местного духовенства неаполитанскому королю Владиславу I Дураццо, а также сокращения размеров десятины, которую тот собирал с аквиланцев согласно привилегии, данной ему покойным папой Бонифацием.
Сохранил верность папе Григорию XII даже после Пизанского собора, 26 июня 1409 года лишившего последнего тиары и избравшего вместо него антипапой Петра Кандийского под именем Александра V. Но в 1412 году под давлением короля Владислава поддержал вместе со всей своей епархией антипапу Иоанна XXIII. В 1415 году был изгнан из Л’Акуилы Кампонески, поднявших там восстание против Джованны II Неаполитанской и обвинивших его в приверженности её сторонникам, после чего укрылся в Челано. Однако после примирения этой могущественной семьи с королевой вернулся на свою кафедру. В 1424 году добился от папы Мартина V расширения своего диоцеза в ущерб епархии Вальвы за заслуги, проявленные городом во время войны с кондотьером Браччо да Монтоне, убитом при осаде Л’Акуилы. Однако из-за противодействия вальвского епископа Бартоломео да Винчино передача территорий осуществилась лишь в 1429 году. В 1430 году освятил храм во францисканском монастыре Сан-Джулиано.
Умер в Л’Акуиле 6 января 1431 года и был похоронен в местном кафедральном соборе Святых Георгия и Максима Авейского, в котором выстроил для себя гробницу. После катастрофического землетрясения 1703 года, уничтожившего старый храм, и последовавшей за этим многолетней (1708—1780) реконструкции, захоронение было утрачено.

## Сочинения
С 1407 года Донадеи начал составлять на латыни свой «Дневник современных ему событий в Аквиле и других местах» (лат. Diaria rerum suis temporibus Aquilae et alibi gestarum), описывающий политические и церковные дела в самом городе, Абруцци и соседних областях Италии с 1407 по 1414 год.
Занимая важную часть в корпусе «Аквиланских хроник» XIV—XVI веков, введённых в научный оборот во второй половине XVIII столетия историком-эрудитом, учёным епископом из конгрегации ораторианцев Анто́ном Лудо́вико Антино́ри, сочинение Донадеи стоит в нём, тем не менее, особняком, так как изначально создавалось не в качестве гражданской исторической хроники, рассчитанной на потомков, подобно сочинению его земляка и современника Никколо да Борбона (1362—1424), а в виде частных повседневных записей, предназначенных для ограниченного круга читателей из среды католического духовенства.
Автор подробно описывает не только собственную деятельность в должности епископа Л’Акуилы, включая борьбу за политическую и финансовую самостоятельность своего диоцеза, восстановление и строительство церковных и монастырских зданий, но и подробности соперничества между римскими папами и авиньонскими антипапами, а также использование его в собственных интересах европейскими монархами. Разноплановость тематики, касающейся не одних лишь религиозных вопросов, обстоятельность изложения, хронологическая и фактологическая точность делает дневник Донадеи важным источником в глазах исследователей не только духовной и политической, но и гражданской жизни в городах Италии эпохи Великой схизмы (1378—1417).
Первая публикация дневника Донадеи увидела свет благодаря вышеупомянутому Антинори, который отправил его рукопись, найденную в аквиланской епархиальной библиотеке, издателю Джованни Кристофано Амадуцци в Рим. Однако последний сумел издать её лишь в 1783 году, уже после смерти Антинори, включив в 4-м том своего собрания «Исторических рассказов, извлечённых из рукописей» (лат.  Anecdota litteraria ex mss. codicibus eruta) и предварив предисловием своего покойного адресанта. Второе исправленное издание выпущено было в 1901 году в Л’Акуиле Леопольдо Палатини, во втором томе «Вестника Национального исторического общества имени Антона Лудовико Антинори в Абруцци» (стр. 11–32; с библиографическими заметками и введением на стр. 1–9).

## Публикации
- Iacobi Donadei episcopi Aquilani Diaria rerum suis temporibus Aquilae et alibi gestarum ab a. D. 1407 ad 1414. A cura di Anton Ludovico di Antinori // Anecdota litteraria ex mss. codicibus eruta. — Volume IV. — Romae: Apud Antonium Fulgonium, 1783. — pp. 483–512.
- Jacopo Donadei e i suoi Diari. A cura di Leopoldo Palatini // Bollettino della Società di storia patria «Anton Ludovico Antinori» negli Abruzzi, a. XIII. — Volume 2. — L’Aquila: S. Santini, 1901. — pp. 1–32.